# Metersbonwe Group
Die Metersbonwe Group, auf dem Markt unter der Marke Meters/bonwe auftretend, ist eines der größten Bekleidungshandelsunternehmen in der Volksrepublik China. Das 1995 von Zhou Chengjian (* 1966) in Wenzhou gegründete Unternehmen, das vorwiegend junge Mode im unteren Preisbereich anbietet, wuchs vor allem durch Franchising rasant und ist heute an der Börse von Shenzhen notiert. Schneiderte der Gründer seine Entwürfe zu Beginn noch selbst, lässt Metersbonwe seine Kollektion heute von Zulieferern produzieren. Greenpeace kritisierte 2011 deren Produktionsweise im Dirty Laundry Report als oft umweltschädlich, da ihre giftigen Textilchemikalien Flüsse belasten.
Anfang 2007 verfügte das Unternehmen über rund 1800 Läden in China und beschäftigte 5000 Mitarbeiter. Inzwischen (2015) sind es fast 5000 Läden. Am Unternehmenssitz in Shanghai hat Metersbonwe ein öffentliches Modemuseum eingerichtet.
Die Gruppe erzielte im Jahr 2012 einen Umsatz von 9,52 Milliarden Yuan, 2014 lag der Umsatz bei 6,62 Milliarden Yuan.
Der Unternehmensgründer gehört mit einem geschätzten Vermögen von 4,1 Milliarden Dollar zu den reichsten Chinesen. Er ist bis heute Präsident des Unternehmens, an dem seine Tochter inzwischen wesentliche Anteile hält. Anfang 2016 berichteten Medien, er sei plötzlich unauffindbar.